# Walt
Walt, rock sastav iz Osijeka, Hrvatska. Za povijest zabavne glazbe u Osijeku važni su kao sastav koji je skoro cijelo desetljeće svirao po raznim osječkim plesnjacima, u hotelima i restoranima. Djeluje i danas, ali najvažnije razdoblje Walta su 1970-te.

## Povijest
Osnivač je Gašpar Hodonj. Glazbeni uzori bili su mu Mišo Kovač i Oliver Dragojević, te znatno kasnije i Mate Bulić. Glazbom se bavio od 1967. godine svirajući klavir i harmoniku u Glazbenoj školi u Osijeku. 1968. je godine Hodonj kao 13-godinjak zajedno sa svojim prijateljima osnovao grupu Mambo, koja je 1971. godine promijenila ime u Walt. Preimenovali su je nakon smrti bubnjara te godine. Osnivačku postavu Walta činili su basist i vokalist Ivan Čačić - Kopa, solo gitarist i vokalist Mladen Kujundžić - Mars, orguljaš, harmonikaš i na sintesajzeru Gašpar Hodonj - Mile i bubnjar Zdenko Rogina - Rogo. Vokalist Dragutin Matošević - Guto, poslije poznati glazbeni kritičar pridružio se Waltu 1972. godine. Svirali su po raznim osječkim plesnjacima, u hotelima i restoranima. Walt je bio neizbježan na osječkoj Copacabani. 1972. godine osvojili su 2. mjesto na vrpoljskoj gitarijadi. Od 1973. godine sviraju u Omladinskom domu "Plavi cvijet" (MZ Feđe Milića), Osijek. To je tada bilo najveće okupljalište mladih Osječana, željnih druženja i lijepe pjesme. Izvodila se rock i zabavna glazba. Plavi cvijet bio im je mjestom svirke sve do sredine 1974. godine. 1974. godine vokalist Dragutin Matošević otišao je iz Walta u drugi osječki sastav Tref, supergrupu formiranu od strane članova raznih, već postojećih osječkih grupa. Nadomjestio ga je vokal Stipe Rudan, s kojim su snimili nekoliko skladbi. Walt je ostvario nekoliko svojih pjesama i obrada poput Tuđe usne, Volim, volim... U fonoteci Radio Osijeka su radijske snimke skladbi Tuđe usne i Ja slijedi svoju ljubav. Osječki jazz glazbenik Vjekoslav Miling je za Walt i Tref rekao da su mu bili glazbeni uzori i poticaj da sam počne svirati. Osječki glazbenik i glazbeni menadžer Branko Vidović - King isticao je da premda članovi sastava nisu posebno iskakali, ali da je Walt u cjelini imao snažnu energiju i slušateljima su jednostavno nametali raspoloženje, te da nijedan osječki sastav nije bio bolji od njih. I nakon promjena u sastavu, Walt je dugo godina izvodio uspješnice zabavne i rock glazbe, čime je dobrim svirkama obilježio osječku koncertnu scenu, glazbeni život, večernje izlaske i kasnonoćne provode, kojima je ovaj bend zabavnog karaktera ostao u sjećanju generacijama starih i mladih Osječana.
Walt je aktivan i do dan danas i sviraju po manifestacijama kao što je kiparska kolonija Ernestinovo, koja uključuje i revijalni dio, gdje sudionike i goste prati glazba.

## Članovi
Članovi sastava:
- Dragutin Matošević (Guto) - vokal
- Ivica Čačić (Kopa) - bas gitara i vokal
- Gašpar Hodonj (Mile) - orgulje, harmonika i vokal
- Zdenko Rogina (Rogo) - bubnjevi
- Mladen Kujundžić (Mars) - solo gitara i vokal
- Stipe Rudan - vokal

## Nagrade
- 2. mjesto na Gitarijadi u Vrpolju[7][1]

## Vanjske poveznice
- YouTube Grupa Walt - Tuđe usne
- YouTube Grupa Walt - Ja slijedim svoju ljubav
- Glas.ba GPS za dušu • Vremeplov